# ماسکر رکوردز
ماسکر رکوردز (انگلیسی: Massacre Records) یک ناشر موسیقی آلمانی است که در سال ۱۹۹۱ توسط تورستن هارتمن ایجاد گردید.